# Kartārpur
Kartārpur är en ort i Indien.   Den ligger i distriktet Jalandhar och delstaten Punjab, i den norra delen av landet, 400 km nordväst om huvudstaden New Delhi. Kartārpur ligger 237 meter över havet och antalet invånare är 26 701.
Terrängen runt Kartārpur är mycket platt. Runt Kartārpur är det mycket tätbefolkat, med 1 632 invånare per kvadratkilometer. Närmaste större samhälle är Jalandhar, 15,1 km sydost om Kartārpur. Trakten runt Kartārpur består till största delen av jordbruksmark.